# Municipio de Madison (condado de Jackson)
El municipio de Madison (en inglés: Madison Township) es un municipio ubicado en el condado de Jackson en el estado estadounidense de Ohio. En el año 2010 tenía una población de 2188 habitantes y una densidad poblacional de 18,6 personas por km².

## Geografía
El municipio de Madison se encuentra ubicado en las coordenadas 38°53′25″N 82°30′9″O / 38.89028, -82.50250. Según la Oficina del Censo de los Estados Unidos, el municipio tiene una superficie total de 117.62 km², de la cual 117,31 km² corresponden a tierra firme y (0,26 %) 0,3 km² es agua.

## Demografía
Según el censo de 2010, había 2188 personas residiendo en el municipio de Madison. La densidad de población era de 18,6 hab./km². De los 2188 habitantes, el municipio de Madison estaba compuesto por el 98,58 % blancos, el 0,23 % eran afroamericanos, el 0,27 % eran amerindios, el 0,18 % eran asiáticos y el 0,73 % eran de una mezcla de razas. Del total de la población el 0,09 % eran hispanos o latinos de cualquier raza.